# Ecatepec de Morelos
Ecatepec de Morelos, oftast benämnd enbart Ecatepec i vardagligt bruk, är en stad i delstaten Mexiko i Mexiko, och är huvudorten i kommunen Ecatepec de Morelos. Ecatepec de Morelos ligger strax nordost om huvudstaden Mexico City och ingår i Mexico Citys storstadsområde samt går att nå med Mexico Citys tunnelbana. och är belägen i delstaten Mexiko. En äldre och mer formell benämning av staden är San Cristóbal Ecatepec de Morelos (Sankt Kristoffer's Ecatepec de Morelos)
Staden är döpt efter den mexikanska nationalhjälten José María Morelos som skyddade Cuautla Morelos från de spanska styrkorna under det mexikanska frihetskriget.
Ecatepec de Morelos hade 1 655 015 invånare vid folkmätningen år 2010. Detta gör Ecatepec de Morelos till en av de folkrikaste förorterna i världen och faktiskt Mexikos näst största stad om man ser till folkmängden då den numera har passerat Guadalajara (dock är Guadalajaras storstadsområde större).

## Sport och kultur
Lucha libre (mexikansk fribrottning) är populärt i Ecatepec de Morelos och evenemang går av stapeln varje vecka i Centro Cívico och Salón Citlalli.

## Galleri

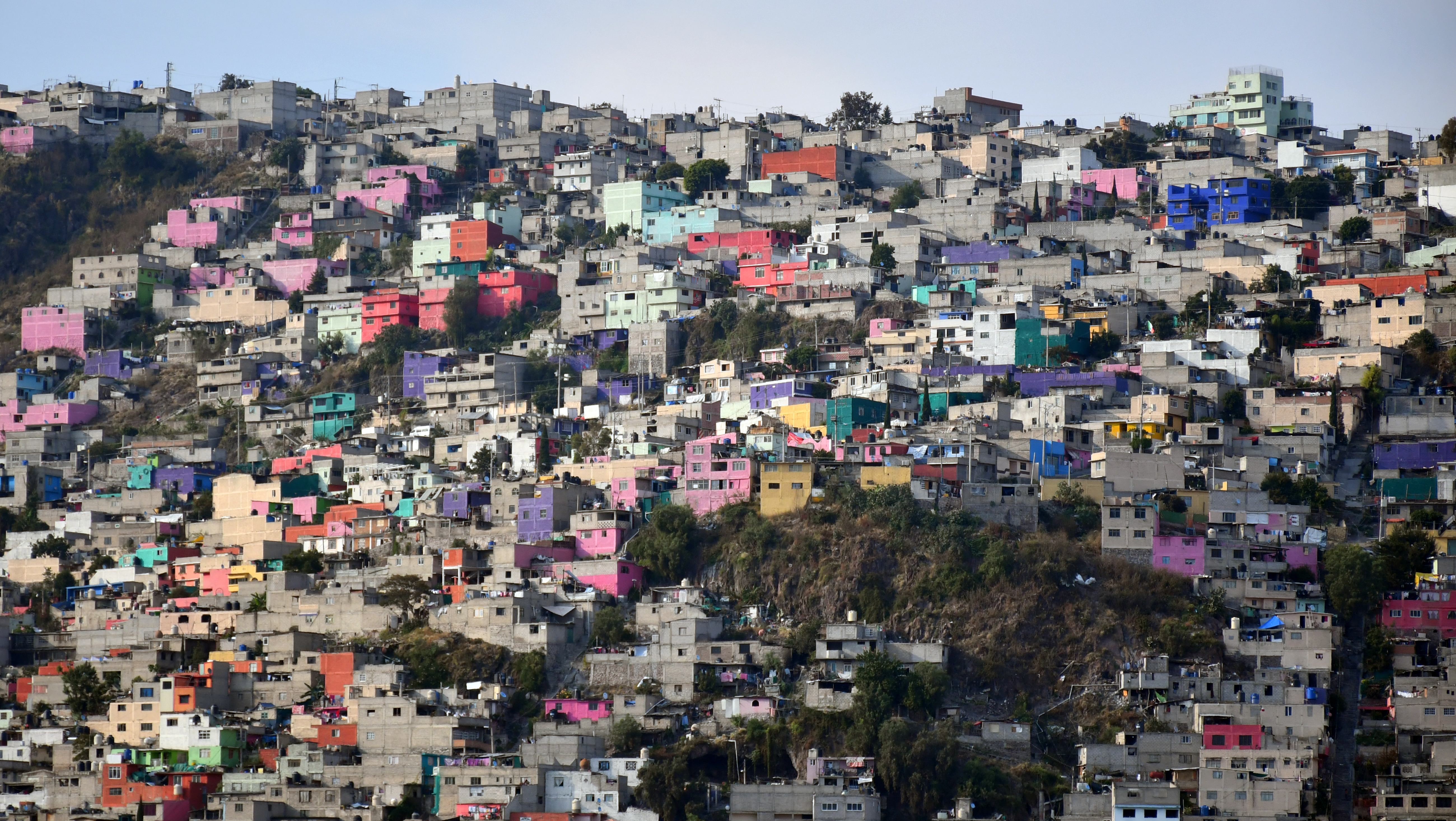
Överblick av utkanten av Ecatepec.
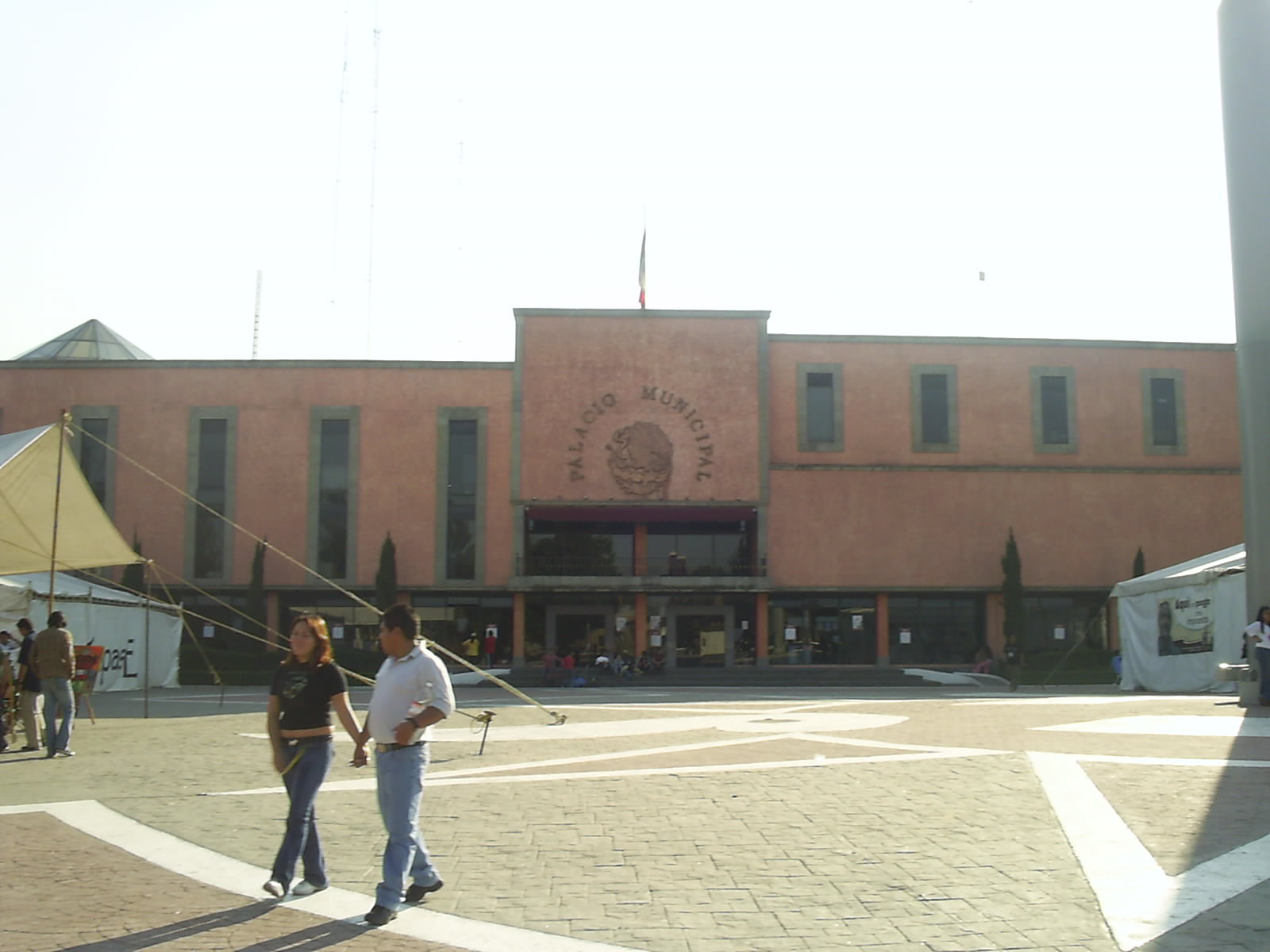
Stadshuset.
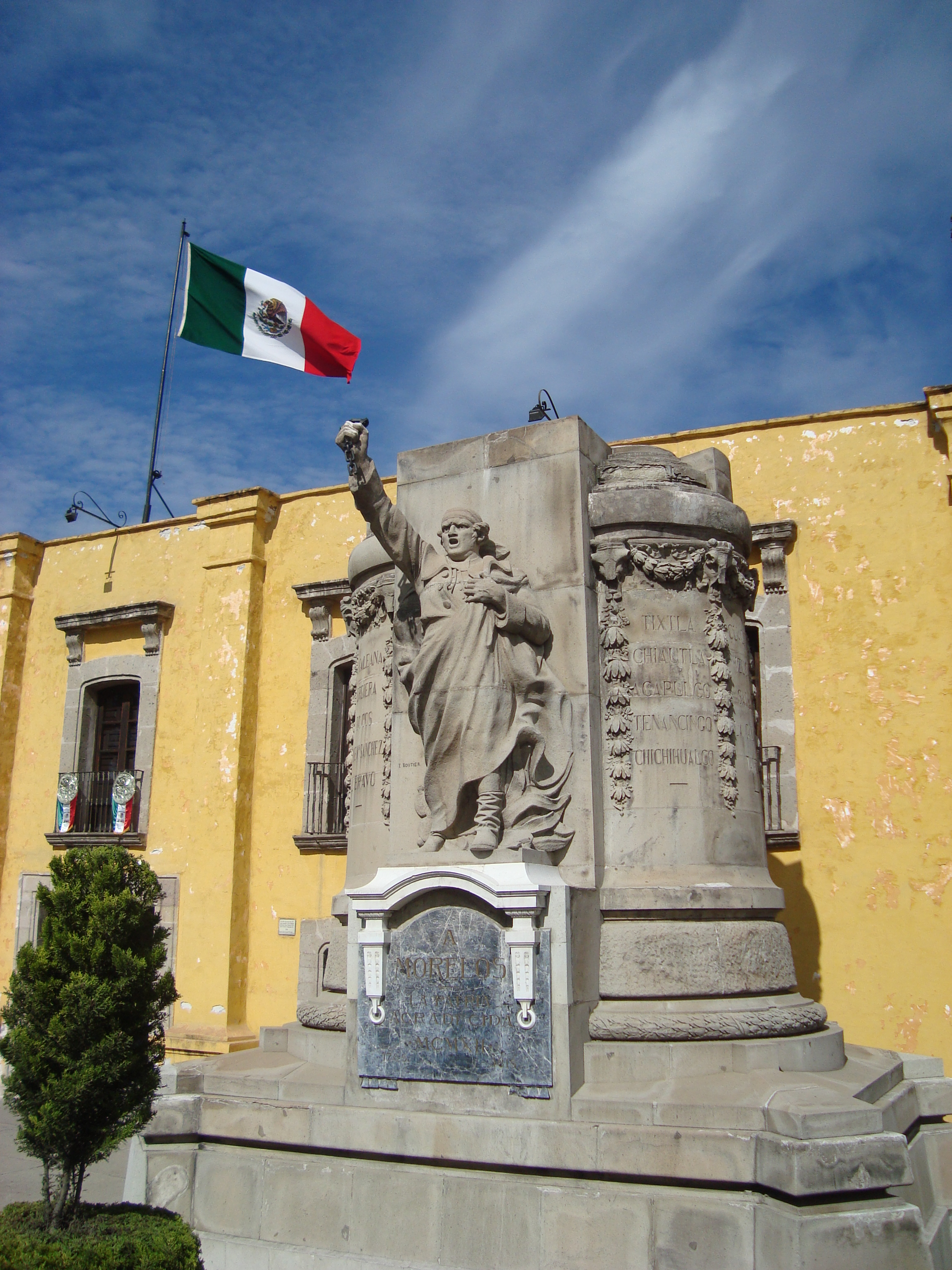
Staty utanför museet Casa de Morelos, föreställande José María Morelos.
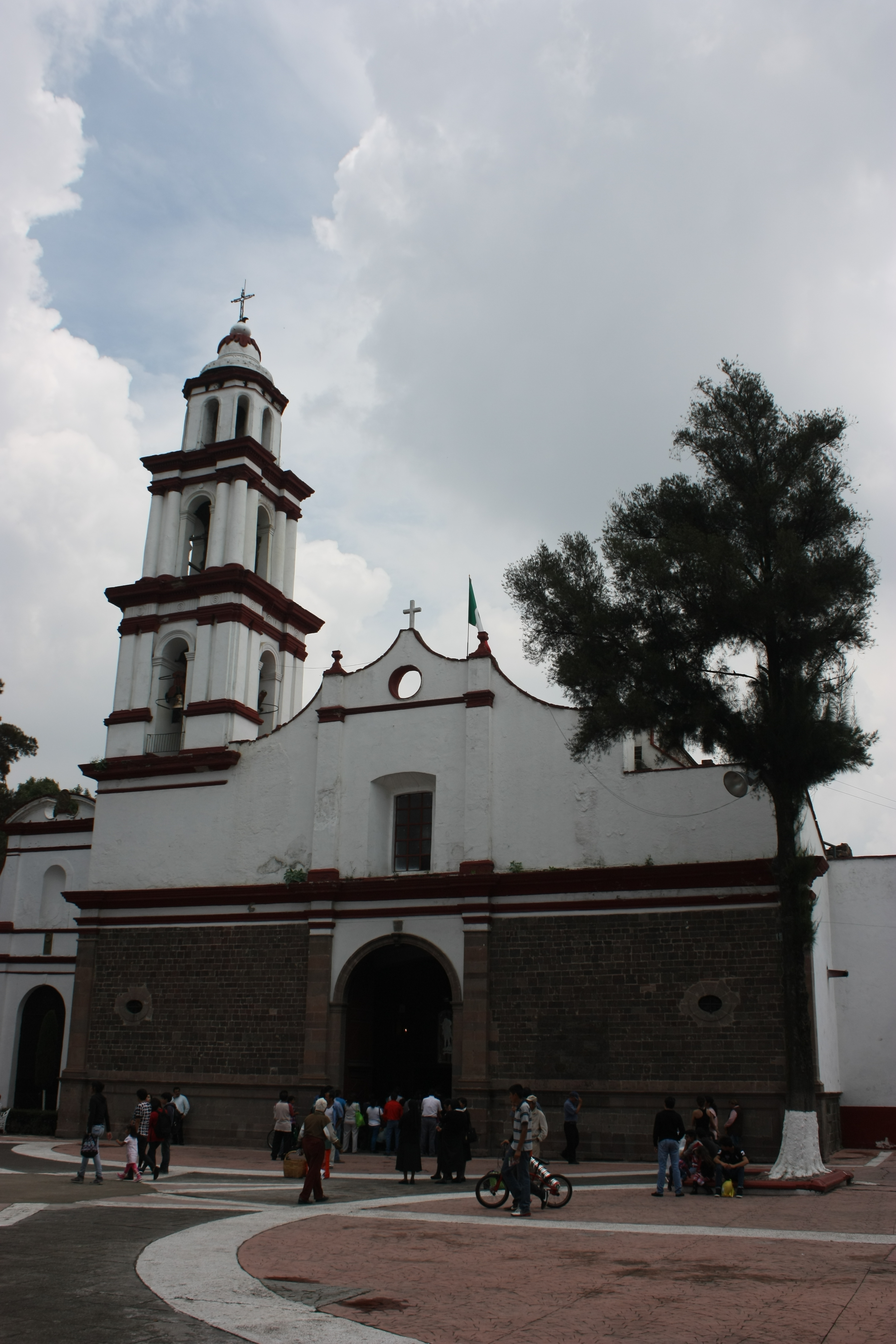
Kyrkan Iglesia San Cristóbal (Sankt Kristofferkyrkan).
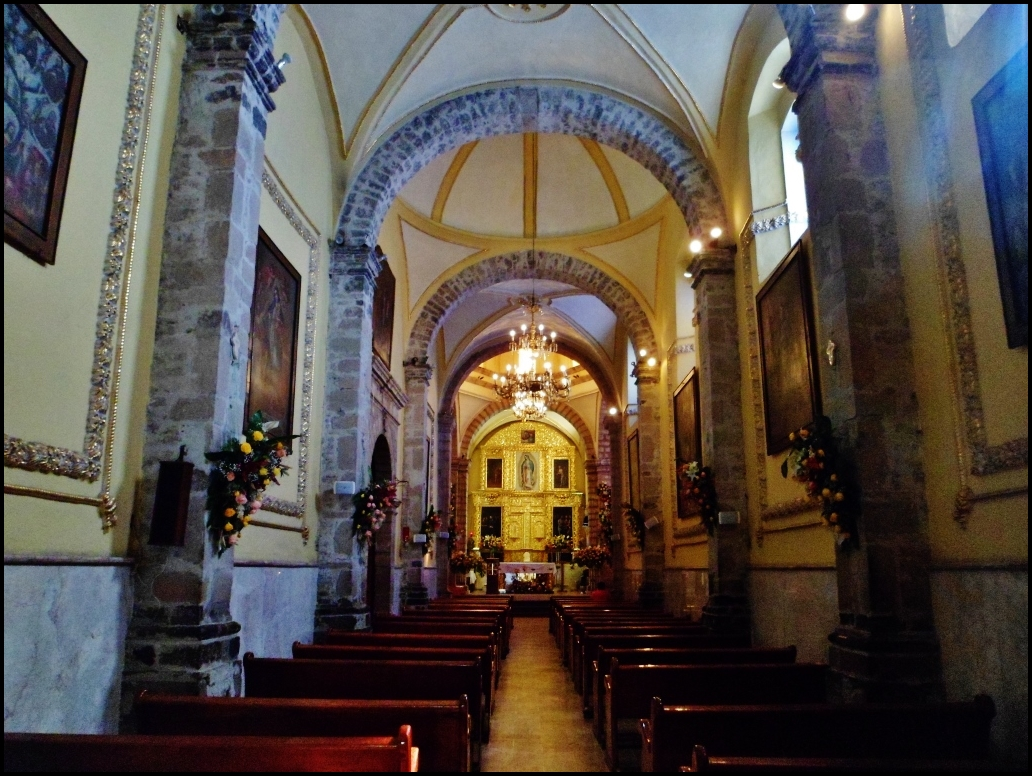
Iglesia San Cristóbal, interiör.